# 杜米托尔游击共和国

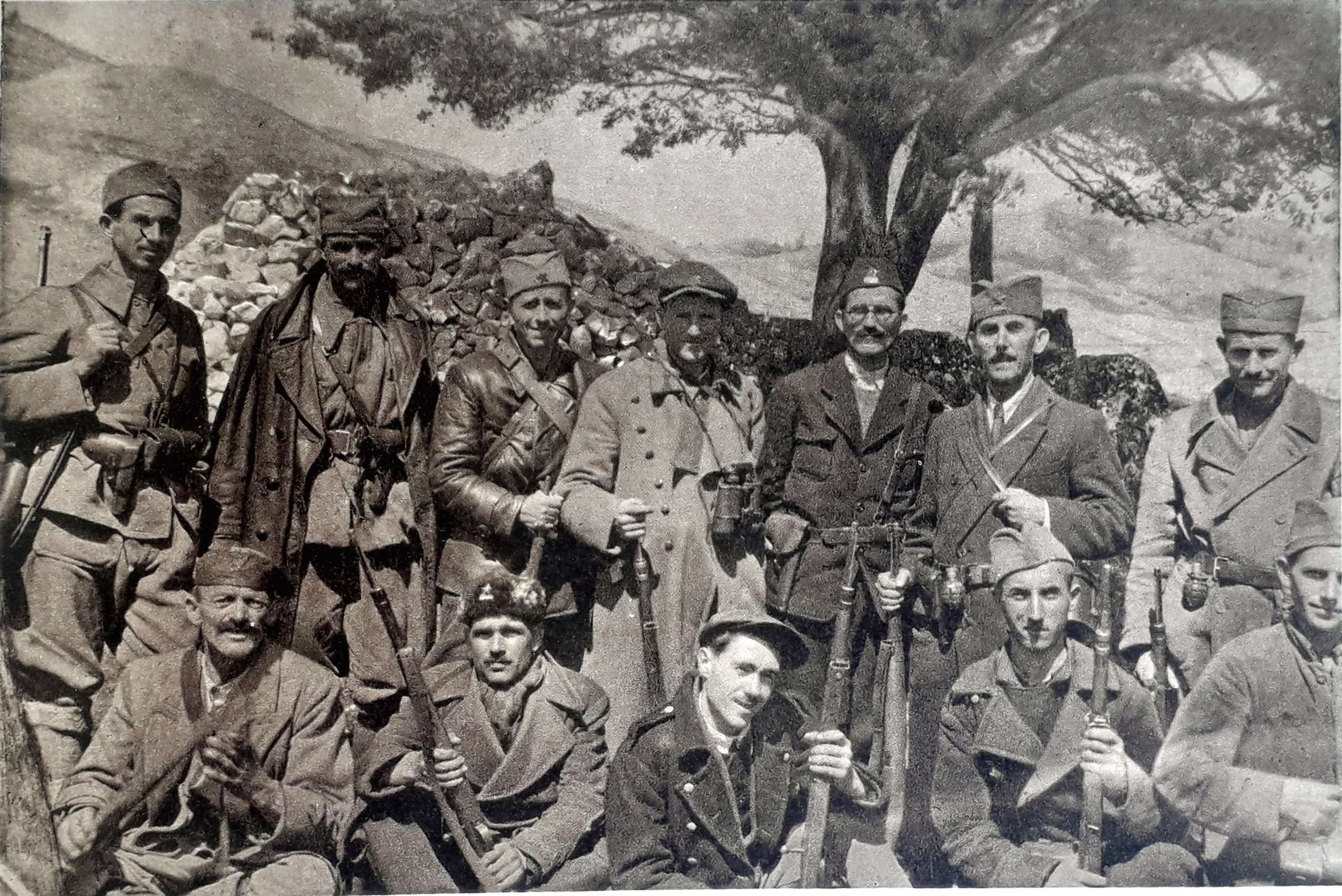
黑山起义军

杜米托尔游击共和国是第二次世界大战期间的1941年8月—1942年8月在南斯拉夫黑山杜米托尔地区存在的一块“解放领土”。这一地区成为反抗法西斯占领者的象征，也是南斯拉夫共产党领导的南斯拉夫抵抗运动的重要基地。
杜米托尔游击共和国包括杜米托尔山地、辛亚耶维纳以及皮瓦的一部分。在其存续期间，南斯拉夫游击队建立地方政权，并组织政治、社会和军事结构；曾多次成为法西斯意大利占领军发动攻势的目标。杜米托尔游击共和国的目标不仅是抵抗法西斯占领者，还在于为社会制度的革命性变革创造条件。
杜米托尔游击共和国在加强黑山以及波斯尼亚和黑塞哥维那的游击运动中发挥关键作用。保卫该地具有战略意义，而第一支盟军军事使团也正是派往这一地区，这显示其重要性。
1943年，南斯拉夫游击队重返黑山后，杜米托尔再次成为抵抗运动的重要基地。